# 高砂小米草
高砂小米草（学名：Euphrasia filicaulis）为玄参科小米草属下的一个种。

## 扩展阅读
- 維基物種上的相關：高砂小米草